# Lingue quechua
Le lingue quechua o quichua, con grafia italiana checiua o chiciua, sono una famiglia di lingue native americane del Sud America. Al 2016, è parlata da 7,8 milioni di parlanti.

## Distribuzione
Fu la lingua ufficiale dell'impero inca, e nel 2016 è parlata in vari dialetti da circa 7,8 milioni di persone nella zona occidentale del Sud America, inclusa la Colombia meridionale (dipartimento di Nariño) e l'Ecuador, tutto il Perù e la Bolivia, la parte nord-occidentale dell'Argentina e quella settentrionale del Cile (provincia di El Loa).
Oggi è la lingua nativa americana più estesa in tutto il mondo e la quarta lingua più estesa nel continente americano. È seguita dall'aymara e dal guaraní.

### Lingua ufficiale
È lingua ufficiale in Bolivia, in Perù e in Ecuador.

### Dialetti e lingue derivate

Distribuzione geografica dei sottogruppi dialettali del quechua

A causa della sua antichità e della sua ancestrale grafia (durata almeno fino alla metà del XX secolo), la lingua ha ben 46 dialetti differenti, raggruppati in due rami: Quechua I (o Waywash) e Quechua II (o Wanp'una). Quest'ultimo si divide, a sua volta, in tre sotto-rami: A (Yunkay), B (Chinchay) e C (Meridionale).
Il linguista peruviano Alfredo Torero Fernández de Córdova, inoltre, li ha raggruppati in sette tipi:
- Ancash-Huánuco (I)
- Tarma-Huánuco (I)
- Jauja-Huanca (I)
- Cañaris-Cajamarca (IIA)
- Chachapoyas-Lamas (IIB)
- Ecuador-Colombia (IIB)
- Ayacucho-Cusco-Bolivia (incluso Santiago del Estero, in Argentina - IIC)

Lo standard ISO 639-3 classifica il quecha come macro-lingua composta dai seguenti 44 membri:
- lingua quechua ancashina di Chiquián [qxa]
- lingua quechua ancashina di Conchucos meridionale [qxo]
- lingua quechua ancashina di Conchucos settentrionale [qxn]
- lingua quechua ancashina di Corongo [qwa]
- lingua quechua ancashina di Huaylas [qwh]
- lingua quechua ancashina di Sihuas [qws]
- lingua quechua boliviana meridionale [quh]
- lingua quechua boliviana settentrionale [qul]
- lingua quechua cilena [cqu]
- lingua quechua classica [qwc]
- lingua quechua del basso Napo [qvo]
- lingua quechua dell'altopiano dell'Imbabura [qvi]
- lingua quechua dell'Apurímac orientale [qve]
- lingua quechua di Ambo-Paco [qva]
- lingua quechua di Arequipa-La Unión [qxu]
- lingua quechua di Ayacucho [quy]
- lingua quechua di Cajamarca [qvc]
- lingua quechua di Cajatambo Lima settentrionale [qvl]
- lingua quechua di Chachapoyas [quk]
- lingua quechua di Chincha [qxc]
- lingua quechua di Cusco [quz]
- lingua quechua di Huallaga Huánuco [qub]
- lingua quechua di Huamalíes-Dos de Mayo Huánuco [qvh]
- lingua quechua di Junín settentrionale [qvn]
- lingua quechua di Lambayeque [quf]
- lingua quechua di Margos-Yarowilca-Lauricocha [qvm]
- lingua quechua di Pacaraos [qvp]
- lingua quechua di Panao Huánuco [qxh]
- lingua quechua di Puno [qxp]
- lingua quechua di San Martín [qvs]
- lingua quechua di Santa Ana de Tusi Pasco [qxt]
- lingua quechua di Yanahuanca Pasco [qur]
- lingua quechua di Yauyos [qux]
- lingua quechua huaylla wanca [qvw]
- lingua quechua jauja wanca [qxw]
- lingua quichua del bassopiano di Tena [quw]
- lingua quichua del Pastaza meridionale [qup]
- lingua quichua del Pastaza settentrionale [qvz]
- lingua quichua dell'altopiano del Chimborazo [qug]
- lingua quichua dell'altopiano di Calderón [qud]
- lingua quichua dell'altopiano di Cañar [qxr]
- lingua quichua dell'altopiano di Loja [qvj]
- lingua quichua dell'altopiano di Salasaca [qxl]
- lingua quichua di Santiago del Estero [qus]

## Storia
Il quechua discende dal protoquechua, una lingua preincaica che si parlava nella costa e nella sierra centrale dell'antico Perù e che si espanse fino al sud. Quando gli Inca si stabilirono nella zona di Cusco, venne adottata questa lingua, sebbene essi parlassero il puquina.
Nell'annettere i diversi popoli andini, gli Inca imposero l'apprendimento obbligatorio del quechua, mantenendo le lingue dei conquistati come dialetti.
Durante il Vicereame del Perù, il quechua venne utilizzato come strumento per aumentare l'influenza degli Inca sui popoli andini e su quelli amazzonici. Questa espansione, unita alla mancanza di un ente regolatore, propiziò la diversificazione dell'idioma in dialetti influenzati dallo spagnolo o dalle lingue autoctone regionali.
Tra le persone che parlano quechua stanno sorgendo movimenti linguistici locali per la difesa della lingua. Inoltre esiste un'intensa attività di poesia contemporanea quechua, soprattutto lirica.
Nel febbraio 2009 per la prima volta un film girato per il 40% in lingua quechua e 60% in spagnolo ha preso parte al 59 Festival del Cinema di Berlino e ha vinto l'Orso d'Oro per il miglior film. Si tratta di una coproduzione ispano-peruviana dal titolo 'La teta asustada' della regista Claudia Llosa, che tratta del dramma delle donne violentate in Perù durante un ventennio a partire dal 1980: settantamila fra stupri, omicidi e abusi sulle donne peruviane.

## Etimologia
Quechua è la trascrizione spagnola della parola qishwa, che significa zona temperata. La parola nativa per l'idioma è runasimi (runa = uomo, simi = idioma) ovvero linguaggio umano.
Alcuni popoli adottarono il nome di quechua a causa del loro idioma, soprattutto i più settentrionali e influenzati dallo spagnolo. Anche i dialetti dell'Ecuador vengono chiamati quichua o kichwa a causa di una retrotrascrizione. Inoltre vi sono alcuni, come coloro che parlano gli idiomi della Colombia, che lo chiamano inka.

## Fonologia

### Vocali
Il quechua presenta tre vocali (a, i, u) che possono essere modificate in presenza di particolari consonanti senza alcuna implicazione semantica. In presenza delle occlusive uvulari q, q' e qh, le vocali si pronunciano [ɑ], [e] e [o] rispettivamente, anche se vengono comunque scritte come a, i e u. Questo fenomeno si chiama allofonia.
Nei dialetti del nord si verificano allargamenti di vocali, rappresentati da una dieresi sopra le tre vocali, ottenendo: ä, ï, ü.

### Consonanti
| labiale    | alveolare | palatale | velare | uvulare | glottale |   |
| ---------- | --------- | -------- | ------ | ------- | -------- | - |
| occlusiva  | p         | t        | ch     | k       | q        |   |
| fricativa  |           | s        |        |         | x        | h |
| laterale   |           | l        | ll     |         |          |   |
| vibrante   |           | r        |        |         |          |   |
| nasale     | m         | n        | ñ      |         |          |   |
| semivocale | w         |          | y      |         |          |   |

| semplice | glotizzata | aspirata |
| -------- | ---------- | -------- |
| p        | p'         | ph       |
| t        | t'         | th       |
| ch       | ch'        | chh      |
| k        | k'         | kh       |
| q        | q'         | qh       |

Il quechua usa 16 consonanti, con una bassissima o nulla variabilità fonetica. Nel caso di consonanti occlusive, si presentano tre forme: semplice, glottizzata e aspirata.
Nei dialetti Wanp'una, che rappresentano quelli più parlati, la glottalizzazione o aspirazione della consonante, cambia il significato della parola, vengono quindi considerate come consonanti separate. Per esempio qata, q'ata e qhata significano, rispettivamente, coperta, torbido, pendio.
Al termine di una parola, in questi dialetti, la lettera q suona come [χ]. Per esempio warayoq (sindaco) si pronuncerà [wa.ɾaˈjoχ]. Nei dialetti parlati a Cuzco e in Bolivia, la q nel finale di parola suona come [ɦ]. Ad esempio llaqta (città) si pronuncerà [ˈllɑɦ.ta]
Inoltre, in alcuni dialetti Waywash di Ancash e Huánuco, la lettera q varia il fonema da sordo occlusivo [q] in sonoro fricativo [ʁ], con i medesimi effetti allofonici e s in [ʃ]. Queste variazioni marcano notevolmente l'intellibilità interdialettale, come in sunqu (cuore) che verrà pronunciato come [ˈsoɴ.qo] a Cusco e come [ˈʃoɴ.ʁo] a Sihuas.
Non esistono casi di consonanti occlusive sonore, come [b], [d] o [g], salvo in alcuni prestiti dallo spagnolo, come bindiy, da vender (vendere) o Diyus da Dios (Dio); tuttavia si preferiscono sempre forme meno xenofoniche, come inlisiya per iglesia (chiesa).

## Grammatica
È una lingua agglutinante sintetica nel quale né l'accento né il tono della voce modificano il significato della parola.

### Pronomi
|           |         | Numero |                                           |
| Singolare | Plurale |        |                                           |
| Persona   | Prima   | Nuqa   | Nuqanchis (inclusivo) Nuqayku (esclusivo) |
| Persona   | Seconda | Qan    | Qankuna                                   |
| Persona   | Terza   | Pay    | Paykuna                                   |

In quechua si usano sette pronomi personali. Il quechua ha due diversi pronomi per la prima persona plurale: uno inclusivo ("tutti noi incluso te") e l'altro esclusivo ("noi" escluso te). Il suffisso -kuna è un suffisso pluralizzatore indipendente che, se aggregato ai pronomi singolari, li rende plurali.

### Aggettivi
Gli aggettivi precedono sempre il sostantivo. Gli aggettivi quechua non ammettono il genere e il numero, accettano, comunque, declinazioni quando accompagnati da sostantivi.
- Numeri.
  - Cardinali: ch'usaq oppure illaq (0), huk (1), iskay (2), kimsa (3), tawa (4), phisqa (5), suqta (6), qanchis (7), pusaq (8), isqun (9), chunka (10), chunka huk niyuq (11), chunka iskay niyuq (12), iskay chunka (20), pachak (100), waranqa (1.000), hunu (1.000.000), lluna (1.000.000.000.000)
  - Ordinali. Per formare il numero ordinale, viene posto il termine ñiqi (o anche ñiqin) al numero cardinale (ad esempio iskay ñiqin=secondo). L'unica eccezione è che, al posto di huk ñiqin (primo) si può anche usare Ñawpaq ñiqin quando lo si intende più come iniziale, primario, il più antico piuttosto che primo nella numerazione.

### Verbi
|           | Presente  | Passato remoto | Futuro    | Passato prossimo |
| --------- | --------- | -------------- | --------- | ---------------- |
| Nuqa      | -ni       | -rqa-ni        | -saq      | -sqa-ni          |
| Qan       | -nki      | -rqa-nki       | -nki      | -sqa-nki         |
| Pay       | -n        | -rqa-n         | -nqa      | -sqa             |
| Nuqanchis | -nchis    | -rqa-nchis     | -sun      | -sqa-nchis       |
| Nuqayku   | -yku      | -rqa-yku       | -saq-ku   | -sqa-yku         |
| Qankuna   | -nki-chis | -rqa-nki-chis  | -nki-chis | -sqa-nki-chis    |
| Paykuna   | -n-ku     | -rqa-nku       | -nqa-ku   | -sqa-ku          |

La forma all'infinito porta il suffisso -y (much'a=bacio; much'ay=baciare).
Gli altri tempi e altre forme verbali si formano anteponendo altri suffissi. Ad esempio -man per il condizionale.
A queste se ne antepongono altre, come -ku-, per la forma riflessiva nel caso in cui l'attore e colui che subisce l'azione coincidano (ad esempio: wañuy=morire, wañukuy=suicidarsi); -naku-, quando l'azione è mutua (ad esempio: marq'ay=abbracciare marq'anakuy= abbracciarsi), e -chka- per il gerundio o per rendere la forma continua (ad esempio kay=essere, kachkay=stare e mikhuy=mangiare; mikhuchkay=mangiando).

### Particelle
Si tratta di parole non declinabili che non accettano suffissi. Sono relativamente rari. I più comuni sono ari (sì) e mana (no). Quest'ultimo ha una forma rafforzativa con il suffisso -n (manan). Sono frequenti anche le espressioni yaw (ciao) e alalaw (che freddo!). Ci sono anche alcune espressioni derivate dallo spagnolo (ad esempio piru deriva da pero, che significa però).

### Sintassi
È una lingua di tipo sintattico Soggetto Oggetto Verbo. In una frase, generalmente, sarà quindi questo l'ordine.
Alcune caratteristiche sintattiche sono:
- [aggettivo] + [sostantivo] (Sumaq t'tita=bel fiore)
- [possessore] + [posseduto] (Urpita punkun=la porta di Urpi)
- [preposizione subordinata] + [nucleo] (Mikhuyta muan=occorre mangiare)

## Vocabolario
Come riflesso di una cultura che ebbe un notevole sviluppo nel campo dell'ingegneria agraria, il quechua contiene molti vocaboli inerenti a specie, piante e animali. Sono presenti numerosi vocaboli riguardanti anche le tecniche utilizzate, alcune delle quali ancora in essere.
Sono altresì importanti le parole di relazioni interpersonali che costituiscono una parte molto ampia del vocabolario. Sono presenti molti suffissi di cortesia.

Sebbene si possa notare una relativa semplicità nei vocaboli soggettivi, si ricorre spesso alla metafora.

## Sistema di scrittura
Si dibatte spesso se esistesse la scrittura nel periodo preispanico. Si pensa che i quipu (sistema di corde di lana e nodi utilizzati per comunicare) e i tokapu potessero essere gli strumenti per una sorta di scrittura del quechua. In realtà gli studi su questi strumenti sono ancora agli inizi. I cronisti coloniali impiegarono diverse forme per rappresentarla con la grafia spagnola, senza avere nessun riscontro e senza rappresentarla in modo scientifico.

Il 29 ottobre 1939, durante il Congresso Internazionale degli Americanisti, si approva a Lima (Perù) un alfabeto per le lingue aborigene americane, che consta di 33 segni.
Il 29 ottobre 1946, il Ministero dell'Istruzione del Perù approva l'alfabeto delle lingue quechua e aymara, con 40 segni utilizzabili negli abecedari per l'alfabetizzazione rurale pensata dall'ente.
Nell'agosto del 1954, durante il III Congresso Indigenista Interamericano, a La Paz (Bolivia) viene approvato l'alfabeto fonetico per le lingue quechua e aymara. Nel 1975, il Ministero dell'Istruzione peruviano nomina una Commissione di Alto Livello per realizzare la Legge di Ufficializzazione della Lingua Quechua. Contiene l'Alfabeto Basico Generale del Quechua, approvato dal Ministero mediante la Risoluzione Ministeriale n. 4023-75-ED.

Questo alfabeto, che è quello utilizzato attualmente, impiega l'alfabeto latino. La grafia, fatta eccezione per le vocali u e i, rimane invariata (mantiene una sola pronuncia). L'utilizzo del punto interrogativo è solo didattico, in quanto in quechua si usano i suffissi -chu, -tah e -ri. Analogamente, anziché il punto esclamativo, viene utilizzato il suffisso -ma.

## Esempi
il Padre Nostro (dal quechua meridionale)
Yayayku hanaq Pachapi kaq,
sutiyki yupaychasqa Kachun.
Kamachikuq kayniyki takyachisqa Kachun,
munayniyki kay pachapi RuwaKuchum,
Imaynan hanaq pachapipas ruwakun hinata.
Sapa p'unchaw mikhunaykuta quwayku.
Huchaykutapas pampachawayku,
imaynan ñuqaykupas contraykupi huchallikuqniykuta pampachayku hinata.
Amataq watiqasqa kanaykuta munaychu,
aswanpas saqramanta qispichiwayku.
Qampam Kamachikuq kaypas, atiypas,
wiñaypaqmi yupaychasqa kanki.